# G-cel

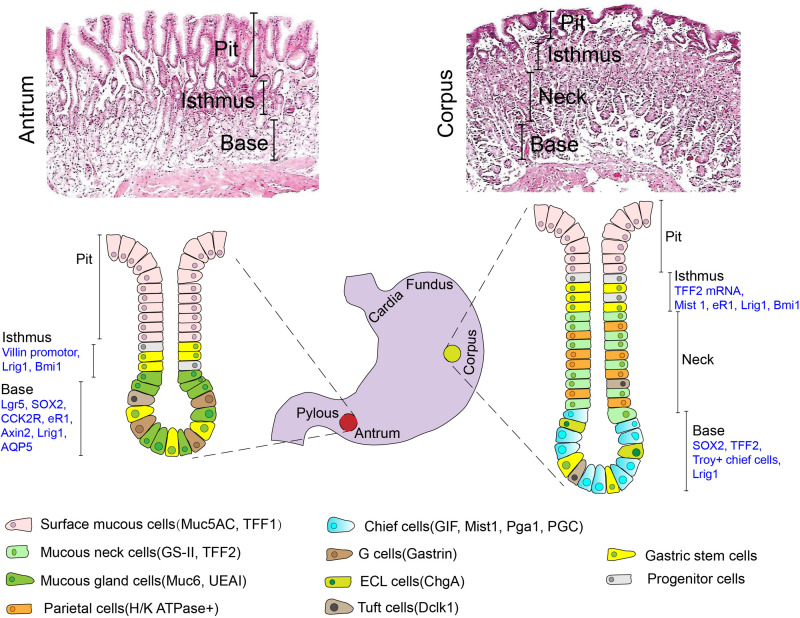
Maagklieren met onder andere G-cellen. Pit: maaggroefje, Chief cell: maaghoofdcel, Tuft cell: tuftcel, Parietal cell: pariëtale cel, Surface mucous cell: foveolacel, Mucous neck cell: slijmhalscel, Mucuos gland cell: maagkliercel.

G-cellen of gastrinecellen zijn een celtype in de maag, de twaalfvingerige darm en de alvleesklier die gastrine afscheiden en de maagzuursecretie stimuleren.
G-cellen werken samen met de maaghoofdcellen en pariëtale cellen. G-cellen bevinden zich diep in de klieren van het antrum van de maag, en af en toe in de alvleesklier en de twaalfvingerige darm. De nervus vagus innerveert de G-cellen. Gastrine-releasing peptide wordt door de postganglionaire vezels van de nervus vagus afgegeven aan G-cellen tijdens parasympathische stimulatie. Het peptidehormoon bombesine stimuleert ook gastrine uit G-cellen. Gastrine-releasing peptide, evenals de aanwezigheid van aminozuren in de maag, stimuleert de afgifte van gastrine uit de G-cellen. Gastrine stimuleert enterochromaffine-achtige cellen om histamine af te scheiden. Gastrine richt zich ook op pariëtale cellen door de hoeveelheid histamine en de directe stimulatie door gastrine te verhogen, waardoor de pariëtale cellen de HCl-afscheiding in de maag verhogen. G-cellen brengen tijdens homeostase vaak programmed death-ligand 1 (PD-L1) tot expressie, wat hen beschermt tegen een onsteking door Helicobacter pylori.

## Structuur
G-cellen hebben een kenmerkend microscopisch uiterlijk waardoor ze te onderscheiden zijn van andere cellen in het antrum van de maag; hun celkernen bevinden zich centraal in de cel. Ze bevinden zich in het middelste deel van de maagklieren.

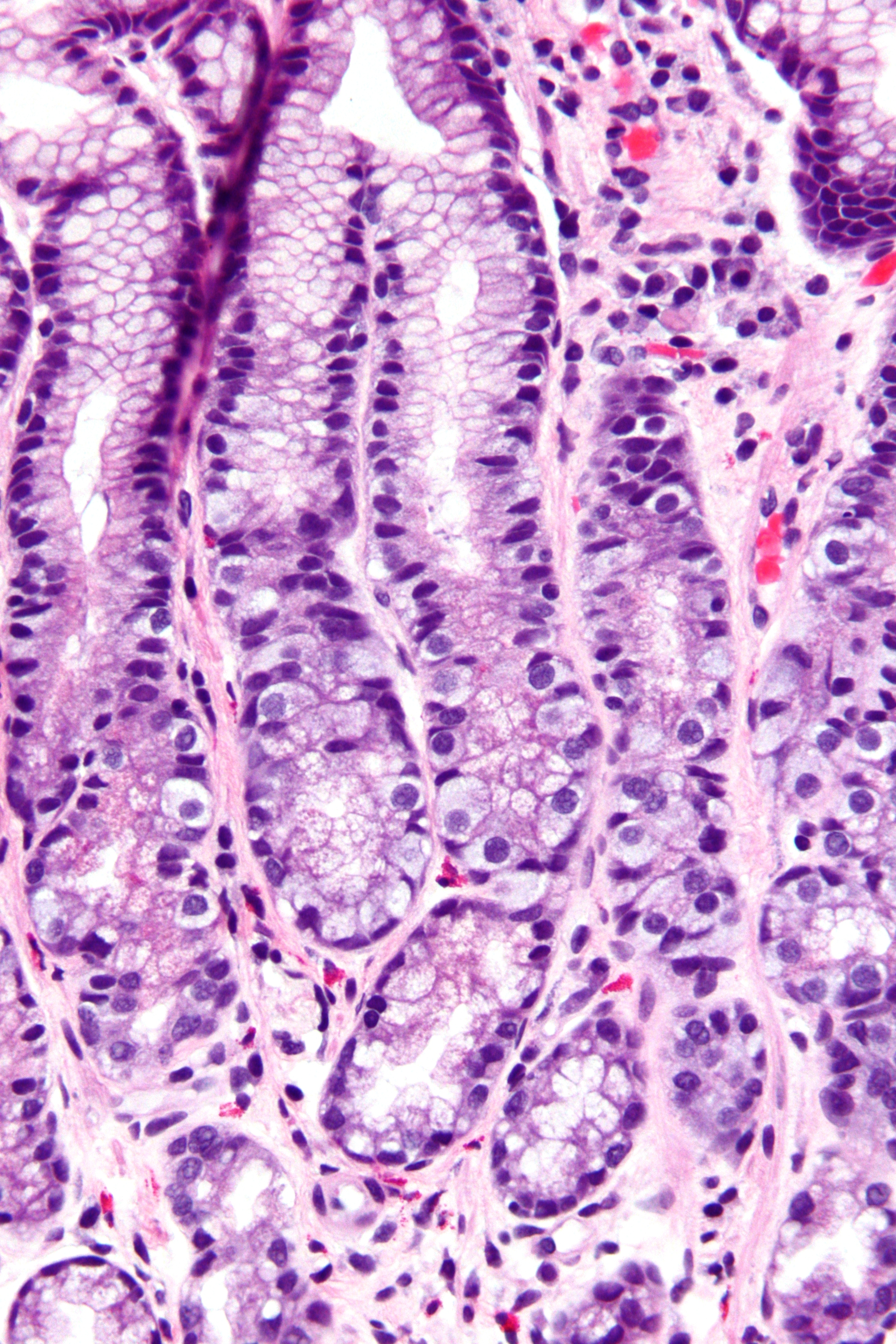
Hyperplasie van het antrum met veel G-cellen die lijken op spiegeleieren (licht gekleurde cel met in het midden de celkern).

## Klinische betekenis
Een gastrinoom is een tumor in de alvleesklier die een overmatige hoeveelheid gastrine aanmaakt.
Bij gastrinomen veroorzaakt het GRP-eiwit een grotere dan normale hoeveelheid gastrinesecretie, wat leidt tot hyperplasie van de pariëtale cellen. Hyperplasie van de pariëtale cellen veroorzaakt een abnormale afgifte van HCl in de twaalfvingerige darm, wat leidt tot zweren in de twaalfvingerige darm. Overmatige HCl-productie veroorzaakt ook hyperperistaltiek, een aandoening die wordt gekenmerkt door een te snelle passage van voedsel door de maag en darmen en remt de activiteit van lipase, wat ernstige vettige diarree veroorzaakt, bekend als steatorroe. De langdurige hypersecretie van gastrine stimuleert zelfs de proliferatie van enterochromaffine-achtige cellen (ECL). Deze cellen bevinden zich langs de zijkanten van het maaglumen. Ze spelen een belangrijke rol bij de regulering van de maagsecretie en -motiliteit wanneer ze worden gestimuleerd door het zenuwstelsel. Deze cellen zullen op hun beurt progressieve dysplastische veranderingen ondergaan, beginnend met hyperplasie tot neoplasie in het gehele maag-darmkanaal.